# Jean Pierre Kraemer

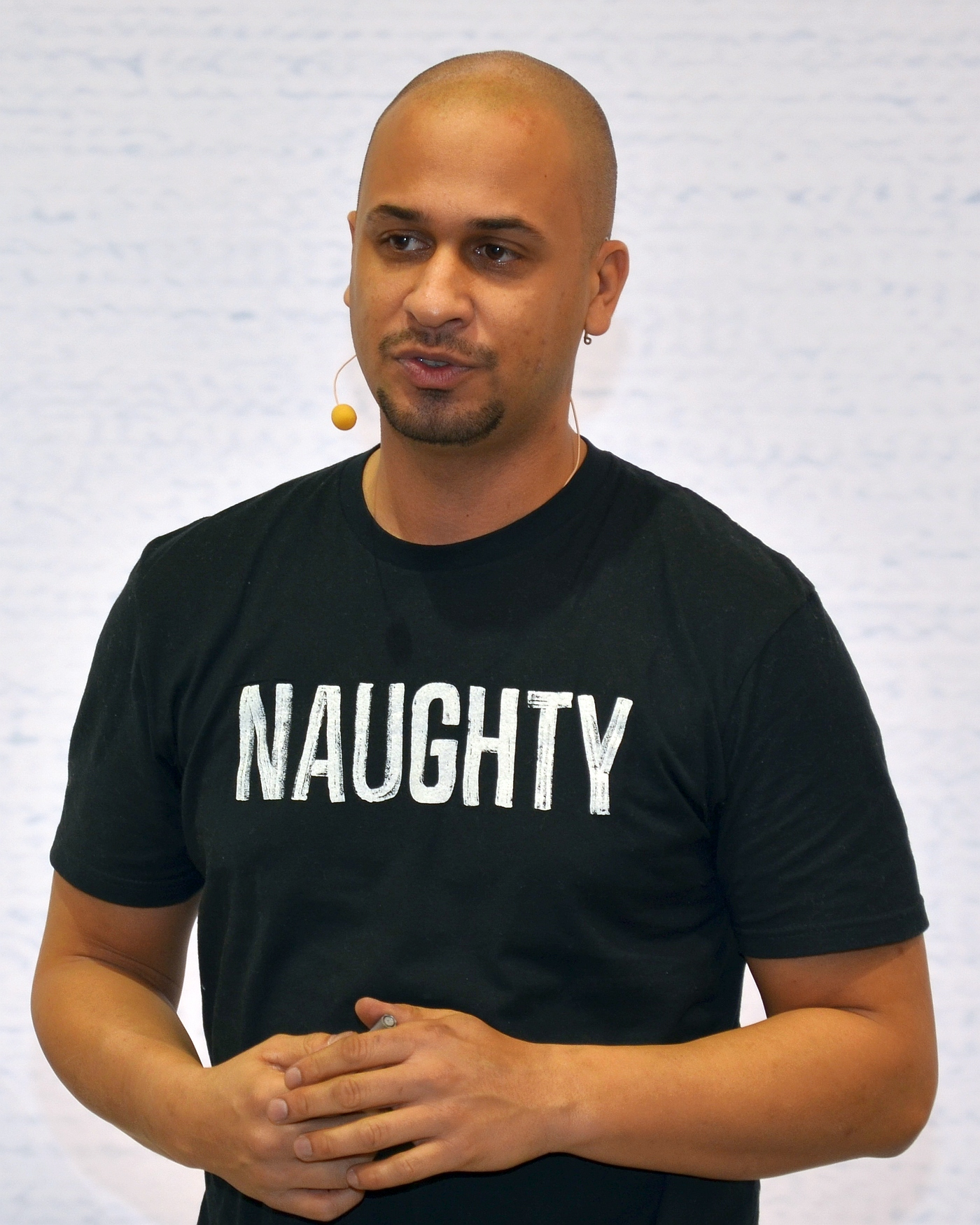
Jean Pierre Kraemer bei der Essen Motor Show im Jahr 2013

Jean Pierre „JP“ Kraemer (* 12. September 1980 in Plettenberg) ist ein deutscher Moderator, Unternehmer und Webvideoproduzent. Er wurde durch die seit 2009 ausgestrahlte Doku-Soap Die PS-Profis – Mehr Power aus dem Pott einem breiteren Publikum bekannt. Kraemer betreibt mit JP Performance den erfolgreichsten deutschsprachigen YouTube-Kanal im Automobilsektor.

## Leben und Karriere
Jean Pierre Kraemer wurde als Sohn einer Deutschen und eines Bahamaers geboren. Er wuchs in Dortmund auf und besuchte dort die Gesamtschule Gartenstadt. Schon in Kinder- und Jugendtagen interessierte sich Kraemer für das Verbessern von Maschinen und Gerätschaften.

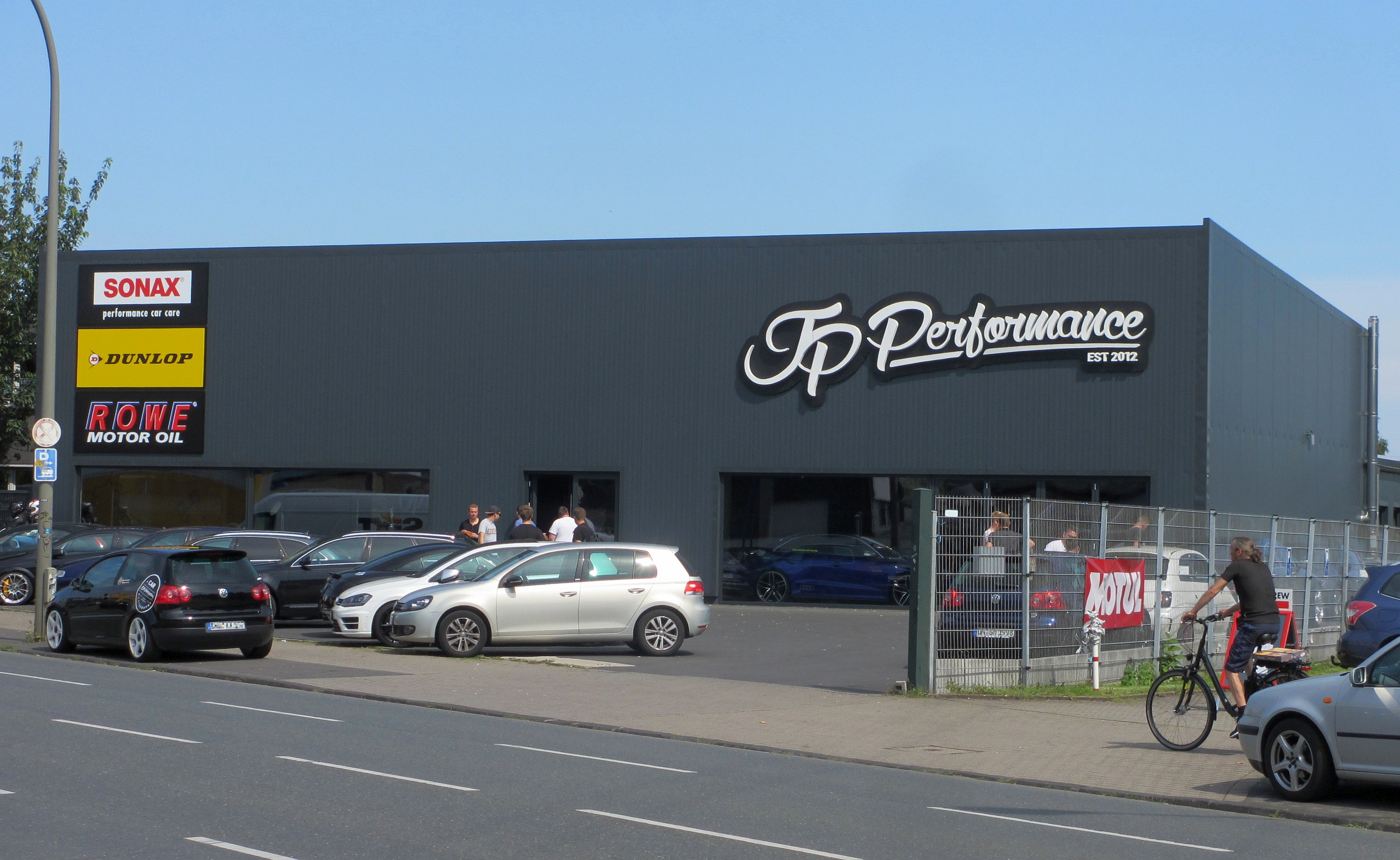
Hauptgebäude der JP Performance GmbH in Dortmund

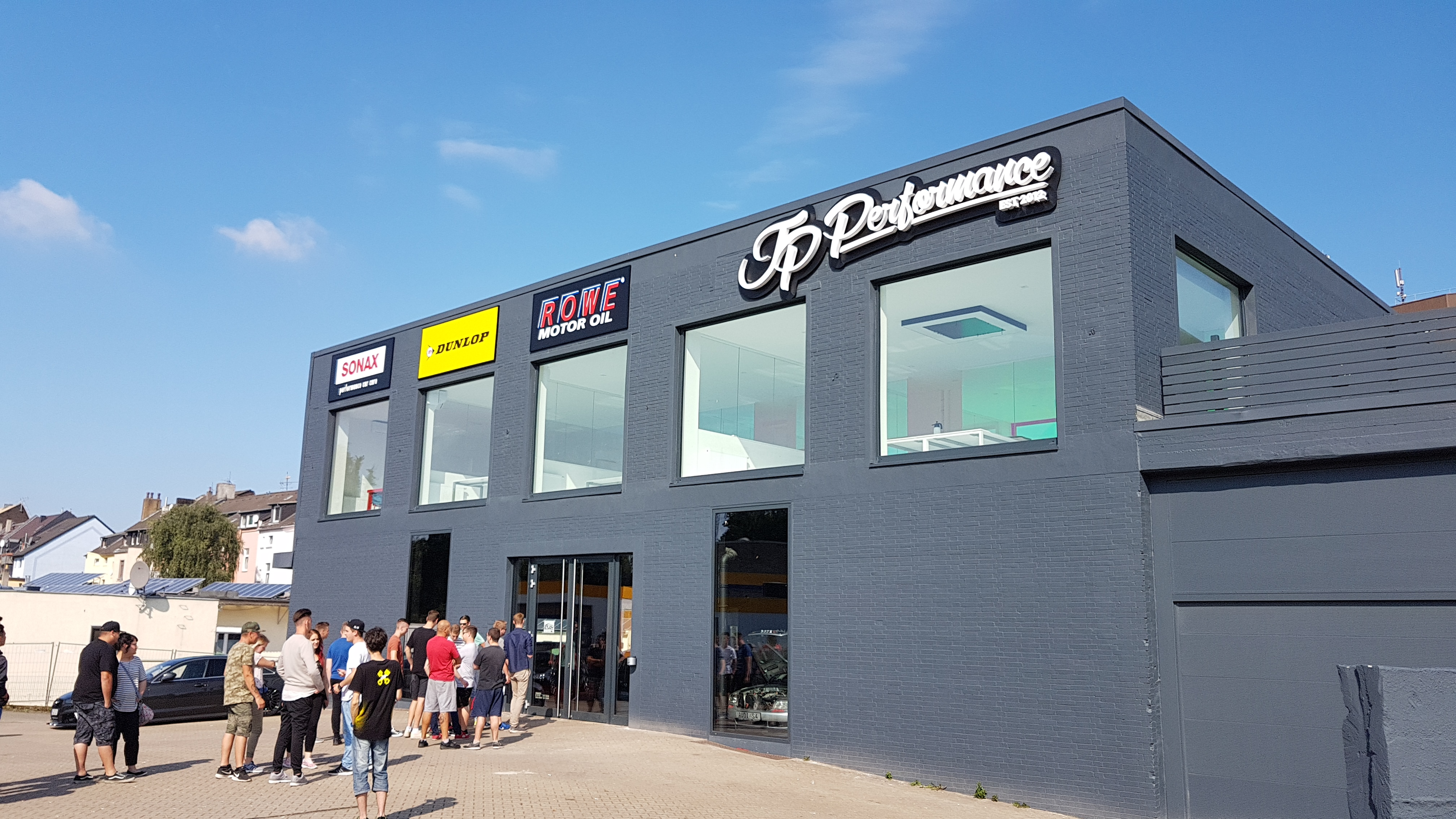
Das zweite Firmengebäude der JP Performance GmbH gegenüber des Hauptgebäudes.

Nach dem Abitur absolvierte Kraemer eine Lehre zum Automobilkaufmann bei Porsche, später wurde er Verkaufsleiter beim Porschetuner 9ff. 2007 gründete er gemeinsam mit Sidney Hoffmann die Five Star Performance GmbH in Dortmund. Über einen Pilotfilm von Focus TV bekamen sie 2009 vom Deutschen Sportfernsehen (DSF, seit 2010 Sport1) mit Die PS-Profis – Mehr Power aus dem Pott eine eigene Doku-Soap, die in den Geschäfts- und Werkstatträumen der gemeinsam geführten Werkstatt gedreht wurde. 2012 trennten sich die Geschäftspartner, Kraemer gründete im Mai desselben Jahres die Autowerkstatt JP Performance GmbH, die ebenfalls Kfz-Tuning anbietet. Gemeinsam mit Hoffmann und Tim Schrick führte Kraemer von 2010 bis 2012 durch die DSF-Sendung Turbo – Das Automagazin, auf VOX waren Kraemer und Hoffmann ab Oktober 2014 als 2 Profis für 4 Räder zu sehen. Im Frühjahr 2016 wie auch 2017 berichtete Kraemer für RTL Nitro live vom 24-Stunden-Rennen auf dem Nürburgring.
Seit 2012 betreibt Kraemer einen YouTube-Kanal namens JP Performance. Dieser war im Frühjahr 2016 der meistaufgerufene deutschsprachige YouTube-Kanal im Automobilsektor.
Im Jahr 2014 gewann Kraemer als Teilnehmer der TV total Stock Car Crash Challenge auf ProSieben die Bronze-Medaille in der 1900-cm³-Klasse. Gemeinsam mit Hoffmann nahm Kraemer auch an der Wok-WM 2015 teil.
Am 24. Juni 2016 verkündete das zu Sony Music Entertainment gehörende Comedy-Label Spassgesellschaft!, dass Kraemer als Comedian unter Vertrag genommen wurde. Seine erste Tour mit dem Namen PS: Ich liebe euch lief ab November 2016 bis Mai 2017. Die bespielten Arenen, wie beispielsweise die Dortmunder Westfalenhalle mit rund 9000 Zuschauern, waren nahezu ausverkauft. In der Presse wurden die Liveshows durchwachsen rezipiert.
Am 1. Mai 2017 verkündete Kraemer in einem YouTube-Video unter anderem die für Juli 2017 geplante Gründung eines eigenen Fast-Food-Restaurants namens Big Boost Burger by JP Performance, welches am 21. August 2017 eröffnete. Im Gebäude sind auch ein Showroom für verschiedene Fahrzeuge aus Kraemers Fuhrpark sowie ein Rollenprüfstand untergebracht.
Mitte November 2017 gab Kraemer bekannt, dass er zusammen mit dem Fahrer Lucas Luhr und Jan-Erik Slooten ein Rennteam für die kommende Saison der ADAC GT Masters gegründet habe. Im März 2018 wurde der Teamname IronForce Racing veröffentlicht; zudem das Fahrzeug, ein Porsche 911 GT3 R, im finalen Design vorgestellt. Diese Zusammenarbeit wurde zum Jahresbeginn 2020 beendet.
Seit Januar 2019 verfügt JP Performance über eigene Räumlichkeiten beim Forschungs- und Technologiezentrum Ladungssicherung Selm, kurz F&T LaSiSe, in Selm-Bork nördlich von Dortmund. Kraemer und sein Team nutzen die Teststrecke zur Ermittlung von Rundenzeiten in ihren Videos. Das Gelände ist nicht für die Öffentlichkeit zugänglich.
Im Juni 2020 erregte Kraemer Aufsehen, weil er gemäß Tachoanzeige in einem seiner YouTube-Videos mit einer Geschwindigkeit von 142 km/h durch eine Ortschaft fuhr. Das Video wurde wenig später offline genommen und ohne diese Sequenz wieder neu hochgeladen. Die Staatsanwaltschaft Siegen ermittelte wegen des Verdachts auf Teilnahme an einem Kraftfahrzeugrennen. Das Verfahren wurde jedoch von der Staatsanwaltschaft eingestellt und an die zuständige Bußgeldstelle übergeben. Die Bußgeldstelle ermittelte eine Strafe von 1.200 Euro und drei Monate Fahrverbot, was in einem späteren Prozess durch das Olper Amtsgericht bestätigt wurde.
Am 12. September 2020 veröffentlichte Kraemer im Selbstverlag eine Autobiografie mit dem Titel Angstgetrieben, die ab 2021 auch als Hörbuch verfügbar war.

Im Dezember 2020 errichtete Kraemer am Dortmunder Westfalendamm das PACE Automobil Museum (Kurzform für Performance and Car Education). Das Museum wurde im Mai 2022 eröffnet. Die ausgestellten Fahrzeuge sollen alle sechs Monate wechseln und umfassen sowohl Konzeptfahrzeuge, Rennwagen, Serienfahrzeuge als auch Tuningfahrzeuge.
Im August 2021 begann Kraemer regelmäßige Streams auf der Plattform Twitch und erstellte den dazugehörigen Livestream-Highlight-Kanal auf YouTube, auf dem ausgewählte Sequenzen der Streams gezeigt werden.
Kraemer ist in einer Nebenrolle in Til Schweigers Filmproduktion von 2023 Manta Manta – Zwoter Teil, der Fortsetzung des Kultfilms Manta Manta, zu sehen.

## Privates
In verschiedenen YouTube-Videos wie auch in seiner 2020 erschienenen Autobiografie Angstgetrieben berichtet Kraemer vom beständigen Kampf mit seiner Depressions-Erkrankung. Im Juli 2022 machte er seine Diagnose Autismus-Spektrum-Störung öffentlich.
Im August 2024 heiratete er in den USA seine Freundin Julia Meck, eine Influencerin im Mode- und Beautybereich.
Kraemer hat seinen festen Wohnsitz in Dortmund.

## Auftritte in Film und Fernsehen
- 2009–2017: Die PS-Profis
- 2010–2012: Turbo – Das Automagazin
- 2014: 2 Profis für 4 Räder
- 2014: TV total Stock Car Crash Challenge
- 2015: Wok-WM 2015
- 2016: Der Dennis Show
- 2016: ADAC Zurich 24h-Rennen
- 2016: Markus Lanz
- 2017: Die große ProSieben Völkerball Meisterschaft
- 2017: ADAC Zurich 24h-Rennen
- seit 2017: Grip – Das Motormagazin
- 2020: JP Kraemer – Alles Auto[31]
- 2021: Asphalt Burning[32]
- 2023: Manta Manta – Zwoter Teil

## Schriften
• 2020: Angstgetrieben (Autobiografie)